# FC Dinamo București în sezonul 1989-1990
Sezonul 1989-90 este al 41-lea sezon pentru FC Dinamo București în Divizia A. Dinamo reușește eventul pe plan intern, întrerupând supremația Stelei, iar pe plan continental ajunge în semifinalele Cupei Cupelor, unde este eliminată de Anderlecht Bruxelles. A fost un sezon aparte, datorită Revoluției din decembrie 1989 care a dus la schimbarea sistemului politic în România. Dinamo a dominat turul de campionat, câștigând derbiul cu Steaua chiar pe terenul acestora, scor 3-0, Steaua suferind prima înfrângere în campionatul intern după 104 meciuri consecutive. În pauza dintre tur și retur, Dinamo a trecut prin schimbări de ordin administrativ, mai mult, pentru câteva zile având și alt nume, Unirea Tricolor. În retur, datorită calificării naționalei României la Mondialul din Italia, FRF a decis ca în ultimele meciuri de campionat echipele să nu folosească jucătorii selecționabili la națională. Cum la meciul dintre Dinamo și Farul au evoluat Răducioiu și Lupu, respectiv Marian Popa, conducătorii și antrenorii celor două cluburi (Vasile Ianul și Mircea Lucescu pentru Dinamo) au fost suspendați pentru trei luni, iar meciul, câștigat de Dinamo cu 2-1, s-a rejucat. Pentru a sta pe bancă în etapa următoare, Mircea Lucescu s-a înregistrat ca jucător, și chiar a intrat pe teren, devenind la 45 de ani cel mai vârstnic jucător din istoria Ligii Întâi.

## Rezultate
| Divizia A | Divizia A          | Divizia A          | Divizia A | Divizia A |
| Etapa     | Data               | Adversar           | Stadion   | Rezultat  |
| --------- | ------------------ | ------------------ | --------- | --------- |
| 1         | 23 august 1989     | FC Argeș           | deplasare | 2-0       |
| 2         | 27 august 1989     | Inter Sibiu        | acasă     | 6-1       |
| 3         | 9 septembrie 1989  | Steaua București   | deplasare | 3-0       |
| 4         | 17 septembrie 1989 | Petrolul Ploiești  | acasă     | 5-0       |
| 5         | 20 septembrie 1989 | Poli Timișoara     | deplasare | 1-0       |
| 6         | 1 octombrie 1989   | Corvinul Hunedoara | acasă     | 3-0       |
| 7         | 4 octombrie 1989   | Jiul Petroșani     | deplasare | 2-0       |
| 8         | 14 octombrie 1989  | SC Bacău           | acasă     | 7-1       |
| 9         | 22 octombrie 1989  | Victoria București | deplasare | 4-1       |
| 10        | 28 octombrie 1989  | FCM Brașov         | acasă     | 4-0       |
| 11        | 5 noiembrie 1989   | U Craiova          | deplasare | 0-1       |
| 12        | 19 noiembrie 1989  | Sportul Studențesc | acasă     | 3-2       |
| 13        | 26 noiembrie 1989  | FC Bihor           | deplasare | 2-0       |
| 14        | 29 noiembrie 1989  | FC Olt             | acasă     | 4-0       |
| 15        | 3 decembrie 1989   | Flacăra Moreni     | deplasare | 2-1       |
| 16        | 5 decembrie 1989   | U Cluj             | acasă     | 6-1       |
| 17        | 10 decembrie 1989  | Farul Constanța    | deplasare | 3-0       |
| 18        | 25 februarie 1990  | FC Argeș           | acasă     | 2-0       |
| 19        | 2 martie 1990      | Inter Sibiu        | deplasare | 0-1       |
| 20        | 15 martie 1990     | Steaua București   | acasă     | 2-2       |
| 21        | 25 martie 1990     | Petrolul Ploiești  | deplasare | 1-1       |
| 22        | 8 aprilie 1990     | Poli Timișoara     | acasă     | 3-0       |
| 23        | 21 aprilie 1990    | Jiul Petroșani     | acasă     | 3-0       |
| 24        | 29 aprilie 1990    | U Craiova          | acasă     | 5-3       |
| 25        | 5 iunie 1990       | SC Bacău           | deplasare | 1-1       |
| 26        | 6 mai 1990         | Victoria București | acasă     | 3-0       |
| 27        | 9 mai 1990         | FCM Brașov         | deplasare | 2-2       |
| 28        | 16 mai 1990        | Sportul Studențesc | deplasare | 1-1       |
| 29        | 19 mai 1990        | FC Bihor           | acasă     | 6-1       |
| 30        | 27 mai 1990        | Corvinul Hunedoara | deplasare | 0-1       |
| 31        | 23 mai 1990        | FC Olt             | deplasare | 3-0       |
| 32        | 30 mai 1990        | Flacăra Moreni     | acasă     | 2-1       |
| 33        | 2 iunie 1990       | U Cluj             | deplasare | 1-0       |
| 34        | 7 iunie 1990       | Farul Constanța    | acasă     | 4-1       |

| Câștigătorii Diviziei A, ediția 1989-90   |
| ----------------------------------------- |
| Dinamo București Al Treisprezecelea Titlu |

| Cupa României | Cupa României     | Cupa României    | Cupa României | Cupa României |
| Etapa         | Data              | Adversar         | Stadion       | Rezultat      |
| ------------- | ----------------- | ---------------- | ------------- | ------------- |
| optimi        | 27 februarie 1990 | Jiul Petroșani   | Alba Iulia    | 2-0           |
| sferturi      | 11 martie 1990    | Poli Timișoara   | Hunedoara     | 3-1           |
| semifinale    | 11 aprilie 1990   | U Craiova        | București     | 4-3 (p)       |
| finala        | 2 mai 1990        | Steaua București | București     | 6-4           |

| Câștigătorii Cupei României, ediția 1989-90 |
| ------------------------------------------- |
| Dinamo București Al Șaptelea Trofeu         |

| Legendă    |
| ---------- |
| victorie   |
| egal       |
| înfrângere |

## Finala Cupei României
| 2 mai 1990 | Dinamo București                                                                    | 6 – 4 | Steaua București                                                               | Stadionul 23 August, București Spectatori: 30.000 Arbitru: Mircea Salomir (Cluj-Napoca) |
| 2 mai 1990 | Florin Răducioiu 3', 42', 82' Dorin Mateuț 39' Ioan Ovidiu Sabău 47' Dănuț Lupu 56' |       | Ilie Dumitrescu 22' Marius Lăcătuș 68' Iosif Rotariu 70' Nicolae Ungureanu 85' | Stadionul 23 August, București Spectatori: 30.000 Arbitru: Mircea Salomir (Cluj-Napoca) |

| DINAMO:        |                    |     |
|                |                    |     |
| P              | Bogdan Stelea      |     |
| F              | Anton Doboș        | 57' |
| F              | Mircea Rednic      |     |
| F              | Ioan Andone        |     |
| F              | Michael Klein      |     |
| M              | Ionuț Lupescu      |     |
| M              | Ioan Ovidiu Sabău  |     |
| M              | Dorin Mateuț       | 65' |
| M              | Dănuț Lupu         |     |
| A              | Claudiu Vaișcovici |     |
| A              | Florin Răducioiu   |     |
| Înlocuiri:     |                    |     |
| F              | Daniel Timofte     | 57' |
| M              | Ionel Fulga        | 65' |
| Antrenor:      |                    |     |
| Mircea Lucescu |                    |     |

| STEAUA:           |                   |     |
|                   |                   |     |
| P                 | Daniel Gherasim   |     |
| F                 | Lucian Ciocan     |     |
| F                 | Adrian Negrău     |     |
| F                 | Alin Artimon      | 57' |
| F                 | Nicolae Ungureanu |     |
| M                 | Daniel Minea      |     |
| M                 | Zsolt Muzsnai     |     |
| M                 | Iosif Rotariu     |     |
| M                 | Ilie Dumitrescu   |     |
| A                 | Marius Lăcătuș    |     |
| A                 | Gavril Balint     | 57' |
| Înlocuiri:        |                   |     |
| M                 | Ilie Stan         | 57' |
| A                 | Gheorghe Pena     | 57' |
| Antrenor:         |                   |     |
| Anghel Iordănescu |                   |     |

## Cupa Cupelor
Turul întâi
| 13 septembrie 1989 | Dinamo Tirana | 1 – 0 | Dinamo București | Qemal Stafa, Tirana Spectatori: 25.000 Arbitru: Diakonowicz (Polonia) |
| 13 septembrie 1989 | Canaj 52'     |       |                  | Qemal Stafa, Tirana Spectatori: 25.000 Arbitru: Diakonowicz (Polonia) |

| 26 septembrie 1989 | Dinamo București       | 2 – 0 | Dinamo Tirana | Stadionul Dinamo, București Spectatori: 25.000 Arbitru: Petrovic (Iugoslavia) |
| 26 septembrie 1989 | Mateuț 8' Mihăescu 13' |       |               | Stadionul Dinamo, București Spectatori: 25.000 Arbitru: Petrovic (Iugoslavia) |

Dinamo București s-a calificat mai departe cu scorul general de 2-1.
Turul al doilea
| 18 octombrie 1989 | Panathinaikos Atena | 0 – 2                    | Dinamo București | Stadionul Olimpic, Atena Spectatori: 50.000 Arbitru: Pauli (RDG) |
| 18 octombrie 1989 |                     | Răducioiu 57' Mateuț 66' |                  | Stadionul Olimpic, Atena Spectatori: 50.000 Arbitru: Pauli (RDG) |

| 1 noiembrie 1989 | Dinamo București                                    | 6 – 1 | Panathinaikos Atena | Stadionul Dinamo, București Spectatori: 22.000 Arbitru: Röthlisberger (Elveția) |
| 1 noiembrie 1989 | Rednic 21' Mateuț 31', 48' Sabău 40', 50' Klein 89' |       | Samaras 34'         | Stadionul Dinamo, București Spectatori: 22.000 Arbitru: Röthlisberger (Elveția) |

Dinamo București s-a calificat mai departe cu scorul general de 8-1.
Sferturi de finală
| 7 martie 1990 | Dinamo București   | 2 – 1 | Partizan Belgrad | Stadionul Dinamo, București Spectatori: 12.000 Arbitru: Krchnak (Cehoslovacia) |
| 7 martie 1990 | Răducioiu 18', 57' |       | Spasic 68'       | Stadionul Dinamo, București Spectatori: 12.000 Arbitru: Krchnak (Cehoslovacia) |

| 21 martie 1990 | Partizan Belgrad | 0 – 2                     | Dinamo București | Buducnost, Titograd Spectatori: 15.000 Arbitru: Dos Santos (Portugalia) |
| 21 martie 1990 |                  | Lupescu 53' Răducioiu 70' |                  | Buducnost, Titograd Spectatori: 15.000 Arbitru: Dos Santos (Portugalia) |

Dinamo București s-a calificat mai departe cu scorul general de 4-1.
Semifinale
| 4 aprilie 1990 | Anderlecht Bruxelles | 1 – 0 | Dinamo București | Constant van den Stock, Bruxelles Spectatori: 15.000 Arbitru: Schmidhuber (RFG) |
| 4 aprilie 1990 | Nillis 66'           |       |                  | Constant van den Stock, Bruxelles Spectatori: 15.000 Arbitru: Schmidhuber (RFG) |

| 18 aprilie 1990 | Dinamo București | 0 – 1            | Anderlecht Bruxelles | Stadionul 23 August, București Spectatori: 45.000 Arbitru: Blankenstein (Olanda) |
| 18 aprilie 1990 |                  | Vanderlinden 60' |                      | Stadionul 23 August, București Spectatori: 45.000 Arbitru: Blankenstein (Olanda) |

Anderlecht Bruxelles s-a calificat mai departe cu scorul general de 2-0.

## Echipa
Portari: Costel Câmpeanu (10 jocuri/0 goluri), Sorin Colceag (1/0), Bogdan Stelea (22/0).
Fundași: Ioan Andone (20/2), Anton Doboș (21/1), Florin Jelea (1/0), Michael Klein (23/2), Adrian Matei (10/0), Alpar Meszaros (15/1), Cornel Mirea (12/0), Iulian Mihăescu (24/7), Alexandru Nicolae (5/0), Mircea Rednic (19/1), Adrian Slave (1/0), Mihail Țicu (3/0).
Mijlocași: Ionel Fulga (7/3), Claudiu Jijie (1/0), Constantin Lazăr (11/2), Ionuț Lupescu (29/4), Dănuț Lupu (22/6), Dorin Mateuț (22/9), George Radu (5/0), Ioan Ovidiu Sabău (24/5), Mihai Stoica (7/0), Daniel Timofte (20/8).
Atacanți: Marian Damaschin (5/1), Nicu Glonț (1/0), Mircea Lucescu (1/0), Marian Năstase (3/0), Florin Răducioiu (24/14), Claudiu Vaișcovici (21/14), Cezar Zamfir (21/6).

## Transferuri
La începutul sezonului, Dinamo îi aduce pe Daniel Timofte de la Jiul Petroșani și pe Anton Doboș de la U.Cluj. Pleacă în schimb Lică Movilă la Flacăra Moreni, Bogdan Bucur la Inter Sibiu, Rodion Cămătaru în străinătate, la Racing Charleroi și Dumitru Moraru de asemenea peste hotare, la Vålerenga. Alți doi dinamoviști, Viscreanu și Marcel Sabou au rămas în Spania. În pauza de iarnă au venit Alexandru Nicolae de la Victoria, Constantin Lazăr de la Chimia Râmnicu Vâlcea și Mihai Stoica de la FC Argeș.